# 赤堀全子

1962年

赤堀 全子（あかほり まさこ、本名：赤堀房江、1907年11月8日 - 1988年3月4日）は、日本の料理研究家。放送開始の最初期からNHK『きょうの料理』に関わり、赤堀栄養専門学校校長なども歴任した。赤堀割烹教場（現・赤堀料理学園）4代目。

## 経歴
赤堀割烹教場（赤堀料理学園の前身）を1882（明治 15）年に創設した赤堀峯吉(初代)の孫である赤堀峯吉(3代) の長女として、東京に生まれる。初代峯吉は、親が営んでいた掛川宿の料理屋が1832（天保 3）年の大火で焼失したため、江戸に出て修業したのち、1860（万延元）年に45歳で日本橋元大工町（現・中央区八重洲一丁目4、日本橋二丁目1・2）に割烹店を開業、67歳で赤堀割烹教場を開設した。2代目峯吉は初代の長男（熊右衛門）、3代目はその長男（松太郎）で、全子はのちに4代目として赤堀家初の女性教場長となる。なお、初代の長女赤堀菊（喜久）の息子吉松は 1901（明治34）年から1931（昭和6）年まで宮内省の大膳に勤めた。
1925年に東京府立第五高等女学校（後の東京都立富士高等学校・附属中学校の前身）を卒業し、1926年には佐伯栄養学校（後の佐伯栄養専門学校の前身）を卒業した。同年4月、牛込高等女学校割烹科講師となり、1928（昭和3）年には赤堀割烹教場の講師となる。
1931年には、後に後継者となった息子、赤堀有宏を産んだ。有宏の妻がのちの校長・赤堀千恵美である。
第二次世界大戦後、戦時下で中断していた赤堀割烹教場を再開し、1956年には赤堀割烹学校を開校して校長となり、後に赤堀料理学園と改称した。　
この間、1957年に放送が始まったテレビの料理番組、NHK『きょうの料理』には、放送開始の最初期から関わり、「御飯の炊き方」や「だしのとり方」といった基礎技術を取り上げていた。
1988年3月4日、死去。享年80歳。同年（1988年）には、全子の次女・永子が5代目として赤堀学園赤堀栄養専門学校の校長に就任。。

## おもな著書

### 単著
- 『西洋料理の作り方』愛隆堂（実用入門叢書）、1956年
- 『日本料理の作り方』愛隆堂（実用入門叢書）、1956年
- 『中華料理の作り方』愛隆堂（実用入門叢書）、1956年
- 『家庭料理：春夏秋冬』柴田書店、1957年
- 『日本料理10週間』柴田書店、1960年
- 『酒のさかな』池田書店、1961年
- 『家庭料理十二ヶ月』文陽社、1961年
- 『家庭料理上達の基本』文陽社、1962年
- 『絵本料理のコツ百科：日本料理の巻』大門出版、1970年
- 『おいしい鍋もの』大門出版（おいしいシリーズ）、1974年
- 『私の家庭料理』柴田書店、1979年
- 『おすし・まぜご飯』家の光協会、1979年

### 共著
- （赤堀峯吉との共著）『実習中華料理全書』文晃書院、1950年
- （赤堀峯吉との共著）『実習基本調理』文晃書院、1951年
- （河野貞子との共著）『行事料理・おやつ・飲みもの』家の光協会（家の光料理シリーズ）、1962年

### 共編著
- 「世界の家庭料理」中央公論社
  1. 日本料理、1960年
  2. 中国料理1、1959年
  3. 中国料理2、1960年
  4. 西洋料理1、1959年
  5. 西洋料理2、1960年
  6. パーティー料理とカクテル、1960年